# Leonel Ríos
Leonel Ríos (Buenos Aires, 17 de noviembre de 1982) es un exfutbolista argentino que jugaba como volante. Hizo su carrera como profesional en distintas categorías de su país, actuando además en clubes de Europa y Latinoamérica. 

## Trayectoria
Ríos surgió de las categorías inferiores de Independiente, debutando con el equipo profesional en 2001. Fue campeón del Torneo Apertura 2002.
En 2004 fue transferido al UD Almería de España, que militaba en la Segunda División de España. Al año siguiente regresó a Argentina para jugar en Arsenal de Sarandí, pero en 2006 retornó a Europa contratado por el Genoa, que lo cedió al Reggina Calcio, equipo con el que jugó durante la primera mitad de la temporada 2006-07 de la Serie A de Italia.
En febrero de 2007 fue contratado por Rosario Central. Luego de un semestre pasó a Vélez Sársfield, donde se destacó. En julio de 2008 hizo su regreso a Independiente.
Entre 2009 y 2011 jugó en Grecia. Retornó a la Argentina en julio de 2011 para disputar la temporada 2011-12 con Olimpo de Bahía Blanca, club con el que terminaría perdiendo la categoría al final de ese campeonato. 
En agosto de 2012 fichó por Godoy Cruz de Mendoza, donde fue dirigido por Martín Palermo.
Rios fue contratado por el Brown de Adrogué en agosto de 2013, haciendo así su debut en la Primera B Nacional.
Tras experiencias en Colombia y Venezuela, regresó a la segunda división del fútbol argentino como refuerzo de Boca Unidos.
En sus últimos años como deportista profesional pasó por clubes de tercera división como El Porvenir de San Clemente del Tuyú, Fénix, Bolívar, Círculo Deportivo de Nicanor Otamendi, y Huracán Las Heras.

## Clubes
| Club                                 | País      | Año         | PJ | Goles |
| ------------------------------------ | --------- | ----------- | -- | ----- |
| Independiente                        | Argentina | 2001 - 2004 | 84 | 5     |
| UD Almería                           | España    | 2004 - 2005 | 10 | 0     |
| Arsenal                              | Argentina | 2005 - 2006 | 23 | 1     |
| Reggina Calcio                       | Italia    | 2006 - 2007 | 6  | 0     |
| Rosario Central                      | Argentina | 2007        | 17 | 0     |
| Vélez Sársfield                      | Argentina | 2007 - 2008 | 28 | 4     |
| Independiente                        | Argentina | 2008 - 2009 | 30 | 3     |
| Asteras Tripolis                     | Grecia    | 2009 - 2011 | 16 | 0     |
| AO Kavala                            | Grecia    | 2011        | 10 | 1     |
| Olimpo (Bahía Blanca)                | Argentina | 2011 - 2012 | 9  | 0     |
| Godoy Cruz                           | Argentina | 2012 - 2013 | 7  | 0     |
| Brown (Adrogué)                      | Argentina | 2013 - 2014 | 16 | 0     |
| Boyacá Chicó                         | Colombia  | 2014 - 2015 | 14 | 1     |
| Brown (Adrogué)                      | Argentina | 2015        | 5  | 0     |
| Atlético Venezuela                   | Venezuela | 2015 - 2016 | 25 | 6     |
| Boca Unidos                          | Argentina | 2016 - 2018 | 21 | 0     |
| El Porvenir (San Clemente del Tuyú)  | Argentina | 2019        | 11 | 0     |
| Fénix                                | Argentina | 2019        | 6  | 0     |
| Bolívar                              | Argentina | 2020        | ?  | ?     |
| Círculo Deportivo (Nicanor Otamendi) | Argentina | 2021        | 5  | 0     |
| Huracán Las Heras                    | Argentina | 2021        | 6  | 0     |

## Palmarés

### Campeonatos nacionales
| Título           | Club          | País      | Año    |
| ---------------- | ------------- | --------- | ------ |
| Primera División | Independiente | Argentina | A-2002 |

## Vida privada
Es hijo de Gerardo Ríos, quien también jugó profesionalmente al fútbol.